# Eric Piatkowski
Eric Todd Piatkowski (Steubenville, 30 settembre 1970) è un ex cestista statunitense, professionista nella NBA.
È il figlio di Walt Piatkowski.

## Carriera
È stato selezionato dagli Indiana Pacers al primo giro del Draft NBA 1994 (15ª scelta assoluta).
Con gli Stati Uniti ha disputato le Universiadi di Buffalo 1993.

## Statistiche

### College
| Anno      | Squadra              | PG  | PT | MP   | TC%  | 3P%  | TL%  | RP  | AP  | PRP | SP  | PP   |
| --------- | -------------------- | --- | -- | ---- | ---- | ---- | ---- | --- | --- | --- | --- | ---- |
| 1990-1991 | Nebraska Cornhuskers | 34  | 1  | 20,0 | 46,5 | 34,6 | 83,7 | 3,7 | 2,0 | 0,6 | 0,5 | 10,9 |
| 1991-1992 | Nebraska Cornhuskers | 29  | 28 | 30,1 | 42,6 | 34,6 | 72,5 | 6,3 | 3,3 | 0,7 | 0,6 | 14,3 |
| 1992-1993 | Nebraska Cornhuskers | 30  | 29 | 29,8 | 48,5 | 37,2 | 76,0 | 5,7 | 2,5 | 1,1 | 0,3 | 16,7 |
| 1993-1994 | Nebraska Cornhuskers | 30  | 30 | 32,4 | 49,6 | 36,6 | 79,4 | 6,3 | 2,7 | 1,5 | 0,7 | 21,5 |
| Carriera  | Carriera             | 123 | 88 | 27,8 | 47,1 | 35,8 | 77,7 | 5,4 | 2,6 | 1,0 | 0,5 | 15,7 |

### NBA

#### Regular Season
| Anno      | Squadra         | PG  | PT  | MP   | TC%  | 3P%  | TL%  | RP  | AP  | PRP | SP  | PP   |
| --------- | --------------- | --- | --- | ---- | ---- | ---- | ---- | --- | --- | --- | --- | ---- |
| 1994-1995 | L.A. Clippers   | 81  | 11  | 14,9 | 44,1 | 37,4 | 78,3 | 1,6 | 1,0 | 0,5 | 0,2 | 7,0  |
| 1995-1996 | L.A. Clippers   | 65  | 1   | 12,1 | 40,5 | 33,3 | 81,7 | 1,6 | 0,7 | 0,4 | 0,2 | 4,6  |
| 1996-1997 | L.A. Clippers   | 65  | 0   | 11,5 | 45,0 | 42,5 | 82,1 | 1,6 | 0,8 | 0,5 | 0,2 | 6,0  |
| 1997-1998 | L.A. Clippers   | 67  | 35  | 26,0 | 45,2 | 40,9 | 82,4 | 3,5 | 1,3 | 0,8 | 0,2 | 11,3 |
| 1998-1999 | L.A. Clippers   | 49  | 38  | 25,3 | 43,2 | 39,4 | 86,3 | 2,9 | 1,1 | 0,9 | 0,1 | 10,5 |
| 1999-2000 | L.A. Clippers   | 75  | 23  | 22,8 | 41,5 | 38,3 | 85,0 | 3,0 | 1,1 | 0,6 | 0,2 | 8,7  |
| 2000-2001 | L.A. Clippers   | 81  | 40  | 26,5 | 43,3 | 40,4 | 87,3 | 3,0 | 1,2 | 0,6 | 0,2 | 10,6 |
| 2001-2002 | L.A. Clippers   | 71  | 64  | 24,2 | 43,9 | 46,6 | 89,4 | 2,6 | 1,6 | 0,6 | 0,2 | 8,8  |
| 2002-2003 | L.A. Clippers   | 62  | 26  | 21,9 | 47,1 | 39,8 | 82,8 | 2,5 | 1,1 | 0,5 | 0,1 | 9,7  |
| 2003-2004 | Houston Rockets | 49  | 0   | 14,3 | 37,7 | 35,2 | 87,5 | 1,5 | 0,5 | 0,3 | 0,1 | 4,1  |
| 2004-2005 | Chicago Bulls   | 68  | 11  | 12,4 | 43,0 | 42,5 | 80,4 | 1,2 | 0,8 | 0,4 | 0,0 | 4,8  |
| 2005-2006 | Chicago Bulls   | 29  | 1   | 7,9  | 39,3 | 27,3 | 40,0 | 0,8 | 0,4 | 0,2 | 0,0 | 2,0  |
| 2006-2007 | Phoenix Suns    | 11  | 0   | 6,6  | 36,0 | 38,9 | 100  | 0,8 | 0,4 | 0,0 | 0,1 | 2,5  |
| 2007-2008 | Phoenix Suns    | 16  | 0   | 7,1  | 36,4 | 42,3 | 100  | 0,8 | 0,6 | 0,0 | 0,1 | 2,4  |
| Carriera  | Carriera        | 789 | 250 | 18,5 | 43,4 | 39,9 | 83,9 | 2,2 | 1,0 | 0,5 | 0,1 | 7,5  |

#### Playoffs
| Anno     | Squadra         | PG | PT | MP   | TC%  | 3P%  | TL%  | RP  | AP  | PRP | SP  | PP  |
| -------- | --------------- | -- | -- | ---- | ---- | ---- | ---- | --- | --- | --- | --- | --- |
| 1997     | L.A. Clippers   | 3  | 0  | 12,7 | 36,4 | 40,0 | 85,7 | 0,7 | 0,0 | 0,3 | 0,0 | 5,3 |
| 2004     | Houston Rockets | 1  | 0  | 4,0  | 0,0  | -    | -    | 1,0 | 0,0 | 0,0 | 0,0 | 0,0 |
| 2005     | Chicago Bulls   | 5  | 0  | 13,2 | 31,6 | 38,5 | 85,7 | 1,8 | 0,6 | 0,8 | 0,2 | 4,6 |
| 2006     | Chicago Bulls   | 6  | 0  | 4,7  | 50,0 | 40,0 | 100  | 0,8 | 0,2 | 0,0 | 0,2 | 1,7 |
| 2007     | Phoenix Suns    | 1  | 0  | 3,0  | 100  | -    | -    | 0,0 | 0,0 | 0,0 | 0,0 | 2,0 |
| 2008     | Phoenix Suns    | 1  | 0  | 2,0  | -    | -    | -    | 0,0 | 0,0 | 0,0 | 0,0 | 0,0 |
| Carriera | Carriera        | 17 | 0  | 8,3  | 36,8 | 39,1 | 87,5 | 1,0 | 0,2 | 0,3 | 0,1 | 3,0 |